# Francisco de Rades y Andrada
 (juillet 2023).
La mise en forme du texte ne suit pas les recommandations de Wikipédia : il faut le « wikifier ».
Les points d'amélioration suivants sont les cas les plus fréquents. Le détail des points à revoir est peut-être précisé sur la page de discussion.
- Les titres sont pré-formatés par le logiciel. Ils ne sont ni en capitales, ni en gras.
- Le texte ne doit pas être écrit en capitales (les noms de famille non plus), ni en gras, ni en italique, ni en « petit »…
- Le gras n'est utilisé que pour surligner le titre de l'article dans l'introduction, une seule fois.
- L'italique est rarement utilisé : mots en langue étrangère, titres d'œuvres, noms de bateaux, etc.
- Les citations ne sont pas en italique mais en corps de texte normal. Elles sont entourées par des guillemets français : « et ».
- Les listes à puces sont à éviter, des paragraphes rédigés étant largement préférés. Les tableaux sont à réserver à la présentation de données structurées (résultats, etc.).
- Les appels de note de bas de page (petits chiffres en exposant, introduits par l'outil «  Source ») sont à placer entre la fin de phrase et le point final[comme ça].
- Les liens internes (vers d'autres articles de Wikipédia) sont à choisir avec parcimonie. Créez des liens vers des articles approfondissant le sujet. Les termes génériques sans rapport avec le sujet sont à éviter, ainsi que les répétitions de liens vers un même terme.
- Les liens externes sont à placer uniquement dans une section « Liens externes », à la fin de l'article. Ces liens sont à choisir avec parcimonie suivant les règles définies. Si un lien sert de source à l'article, son insertion dans le texte est à faire par les notes de bas de page.
- La présentation des références doit suivre les conventions bibliographiques. Il est recommandé d'utiliser les modèles {{Ouvrage}}, {{Chapitre}}, {{Article}}, {{Lien web}} et/ou {{Bibliographie}}. Le mode d'édition visuel peut mettre en forme automatiquement les références.
- Insérer une infobox (cadre d'informations à droite) n'est pas obligatoire pour parachever la mise en page.

Pour une aide détaillée, merci de consulter Aide:Wikification.
Si vous pensez que ces points ont été résolus, vous pouvez retirer ce bandeau et améliorer la mise en forme d'un autre article.
 (juillet 2023).
Francisco Rades de Andrada, né vers 1531 à San Andrés de Soria (es) et mort le 17 septembre 1599, est un religieux et historien espagnol.

## Biographie
Originaire de Tolède et freire calatravan, il fut prieur du couvent bénédictin de Jaén et aumônier de Philippe II et composa une célèbre Chronica de las tres órdenes y cauallerias de Sanctiago, Calatraua y Alcantara : en la qual se trata de su origen y successo, y notables hechos en armas de los maestres y caballeros de ellas : y de muchos senores de título y otros nobles que descienden de los maestres : y de muchos otros linajes de España (Chronique des trois ordres et caualleries de Sanctiago, Calatrava et Alcantara : dans lesquels il est question de leur origine et de leur succès, et des faits d'armes notables de leurs maîtres et chevaliers : et de nombreux sénateurs titrés et autres nobles qui descendent des maîtres : et de beaucoup d'autres lignées d'Espagne) (Tolède : J. de Ayala, 1572). Son œuvre a servi de source à plusieurs des comédies historiques de Lope de Vega, par exemple Fuenteovejuna. En termes de rigueur historique, il a fait un usage exhaustif des documents :

« J'ai vu les archives des ordres et d'autres de quelques églises et monastères et ainsi de suite, la marge est l'archive d'où est tiré ce qui est dit dans l'histoire (...) On m'a ordonné d'écrire brièvement et résolument la vérité, en n'omettant rien de notable, ni en m'étendant à ce qui n'est pas nécessaire. C'est pourquoi je suis certain (si mon goût ne me trompe pas) qu'il s'agit de l'une des histoires les plus résolues écrites en Espagne et de l'une de celles où l'on trouve le plus de vérités »

.
Cependant, si le moine calatravan a visité les archives d'Uclés et de Calatrava, il n'a pas visité les archives de l'Ordre d'Alcántara à San Benito de Alcántara, de sorte que les informations sur cet ordre méritent moins de crédit.
Il a également écrit une généalogie des Ponces de León qui est conservée en manuscrit à la Bibliothèque nationale.

## Œuvres
- (es) Catalogo de las obligaciones que los Comendadores, Cavalleros, Priores, y otros religiosos de la Orden, y Cavalleria de Calatrava tienen en razón de su avito, y profession, etc. [« Catalogue des obligations que les Commandeurs, Cavaliers, Prieurs et autres religieux de l'Ordre et de la Cavalleria de Calatrava ont en raison de leur avito, de leur profession, etc. »], Tolède, J. de Ayala, 1571 (lire en ligne).
- (es) Chronica de las tres órdenes y cauallerias de Sanctiago, Calatraua y Alcantara : en la qual se trata de su origen y successo, y notables hechos en armas de los maestres y caballeros de ellas : y de muchos senores de título y otros nobles que descienden de los maestres : y de muchos otros linajes de España [« Chronique des trois ordres et caualleries de Sanctiago, Calatrava et Alcantara : dans lesquels il est question de leur origine et de leur succès, et des faits d'armes notables de leurs maîtres et chevaliers : et de nombreux sénateurs titrés et autres nobles qui descendent des maîtres : et de beaucoup d'autres lignées d'Espagne »], Tolède, J. de Ayala, 1572 (lire en ligne).

.
- (es) Diffiniciones de la Sagrada Religion y Caualleria de sancta Maria de Montesa, y sanct Iorge... Hechas por... Frey Don Aluaro de Luna y Mendoça... y... Frey Francisco Rades de Andrada... con assistencia del... Padre Fray don Hieronymo Valls... En el ano de M.D.LXXIII, 1575 ; seconde édition, 1589 (lire en ligne)
- (es) Genealogía de los Ponces de León [« Généalogie des Ponces de León »], 1598